# Submarino U 2 (1935)
El U 2 o Unterseeboot 2 fue el segundo submarino alemán de la Kriegsmarine, correspondiente al Tipo IIA, y participó en acciones de combate en la Segunda Guerra Mundial hasta su hundimiento el 8 de abril de 1944. 

## Construcción
Se ordenó iniciar la construcción de este pequeño submarino costero tras el rechazo de Adolf Hitler de los términos del Tratado de Versalles, que prohibían expresamente a Alemania la posesión de una fuerza de submarinos. Su quilla fue puesta sobre las gradas de los astilleros Deutsche Werke de Kiel el 11 de febrero de 1935 simultáneamente con los U 1, U 3, U 4, U 5 y U 6 en medio de una gran fiesta. Fue botado al agua diez días después que su gemelo, el 25 de junio de 1935 y tras una muy rápida construcción, fue concluido y entregado a la Kriegsmarine el 25 de julio de 1935, bajo el mando del Capitán  (Kapitänleutnant) Hermann Michahelles y con una dotación que había sido previamente entrenada en Holanda.

## Historial
Número Postal M 27 610. El U 2, a pesar de no ser adecuado para ello por sus pocas condiciones marineras, poca autonomía y velocidad, realizó un total de dos misiones de combate debido a la escasez de unidades disponibles a principios de 1940, en las que no consiguió hundir ningún buque. 
Una vez que Noruega fue sometida, llegó a ser evidente que el U 2 y sus cuatro gemelos supervivientes resultaban obsoletos en aquel momento, por lo que fueron relegados a tareas de entrenamiento de tripulaciones encuadrados en la 21º Flotilla Submarina, en la que sirvió en el mar Báltico.

### Formación, flotillas y deberes

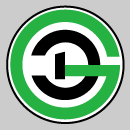
Emblema de la 21. Unterseebootsflottille.

- 1 de julio de 1935 - 1 de agosto de 1939 - Escuela de Flotilla Submarina (school boat) (Neustadt)
- 1 de septiembre de 1939 - 1 de febrero de 1940 - Escuela de Flotilla Submarina (front boat) (Neustadt)
- 1 de marzo de 1940 - 1 de abril de 1940 - Escuela de Flotilla Submarina (school boat) (Neustadt)
- 1 de mayo de 1940 - 30 de junio de 1940 - Escuela de Flotilla Submarina (front boat) (Neustadt)
- 1 de julio de 1940 - 8 de abril de 1944 - 21º Flotilla de Formación (Pillau)

### Patrullas de combate
Primera patrulla

15 de marzo de 1940 - 29 de marzo de 1940
A la caza de submarinos enemigos al sur de Noruega. La patrulla se vio obstaculizada por muy mal tiempo, con tormentas de nieve y la lluvia.
El U 2 deja Kiel bajo el mando del Teniente Capitán Helmut Rosenbaum el 15 de marzo de 1940 para las operaciones en el Skagerrak, regresando a Wilhelmshaven después de dos semanas (quince días) tras recorrer 1185,5 millas en inmersión y 248,5 en superficie en la zona sur de Noruega el 29 de marzo de 1940.
Segunda patrulla

4 de abril de 1940 - 15 de abril de 1940

Formando un grupo de 8 submarinos (Lindesnes), junto con el U-3, U-5 y el U-6 para la Operación Weserübung, la invasión alemana de Dinamarca y Noruega. El 11 de abril de 1940, tuvo que abortar la patrulla debido a un defecto del Plano de Buceo.
El 4 de abril de 1940, deja Wilhelmshaven para preparar la Operación Weserübung (invasión de Noruega) bajo el mando del Capitán Helmut Rosenbaum para las operaciones de las costas de Noruega. El 5 de abril de 1940 en el mar del Norte, el submarino británico HMS Unity lanzó dos torpedos a la embarcación, pero se perdieron. El 10 de abril de 1940 a las 18:21 horas, la embarcación fue atacada con una bomba de un avión Vickers Wellington al Suroeste de Noruega sin que se produjeran daños. Después de una semana y media (12 días), regresa a Wilhelmshaven el 15 de abril de 1940.

### Destino
El U 2 no sufrió ninguna baja entre sus numerosos tripulantes hasta el 8 de abril de 1944 cuando colisionó con el mercante armado alemán Helmi Söhle al oeste de Pillau, lo que provocó su hundimiento en la posición 54.48 N, 19.55 E. Consiguieron salvar la vida dieciocho miembros de su tripulación. El 9 de abril de 1944, el U 2 fue reflotado, encontrándose en su interior diecisiete fallecidos en el fatal accidente.

## Comandantes
- Capitán Hermann Michahelles - (25 de julio de 1935 - 30 de septiembre de 1936)
- Capitán Heinrich Otto Moritz Liebe - (1 de octubre de 1936 - 31 de enero de 1938)
- Teniente de Navío Herbert Emil Schultze - (31 de enero de 1938 - 16 de marzo de 1939)
- Capitán Ewald Hugo Helmut Rosenbaum - (17 de marzo de 1939 - 5 de agosto de 1940)
- Teniente de Navío Hans Otto Joachim Heinrich Heidtmann (suplente) - (7 de julio de 1940 - 5 de agosto de 1940)
- Capitán Georg von Wilamowitz-Möllendorf - (6 de agosto de 1940 - octubre de 1941)
- Teniente de Navío Karl Kölzer - (octubre de 1941 - 15 de mayo de 1942)
- Teniente de Navío Werner Schwaff - 16 de mayo de 1942 - 19 de noviembre de 1942
- Teniente de Navío Helmut Herglotz - (20 de noviembre de 1942 - 12 de diciembre de 1943)
- Teniente de Navío Wolfgang Schwarzkopf - (13 de diciembre de 1943 - 8 de abril de 1944)